# Rozvodna Čechy Střed

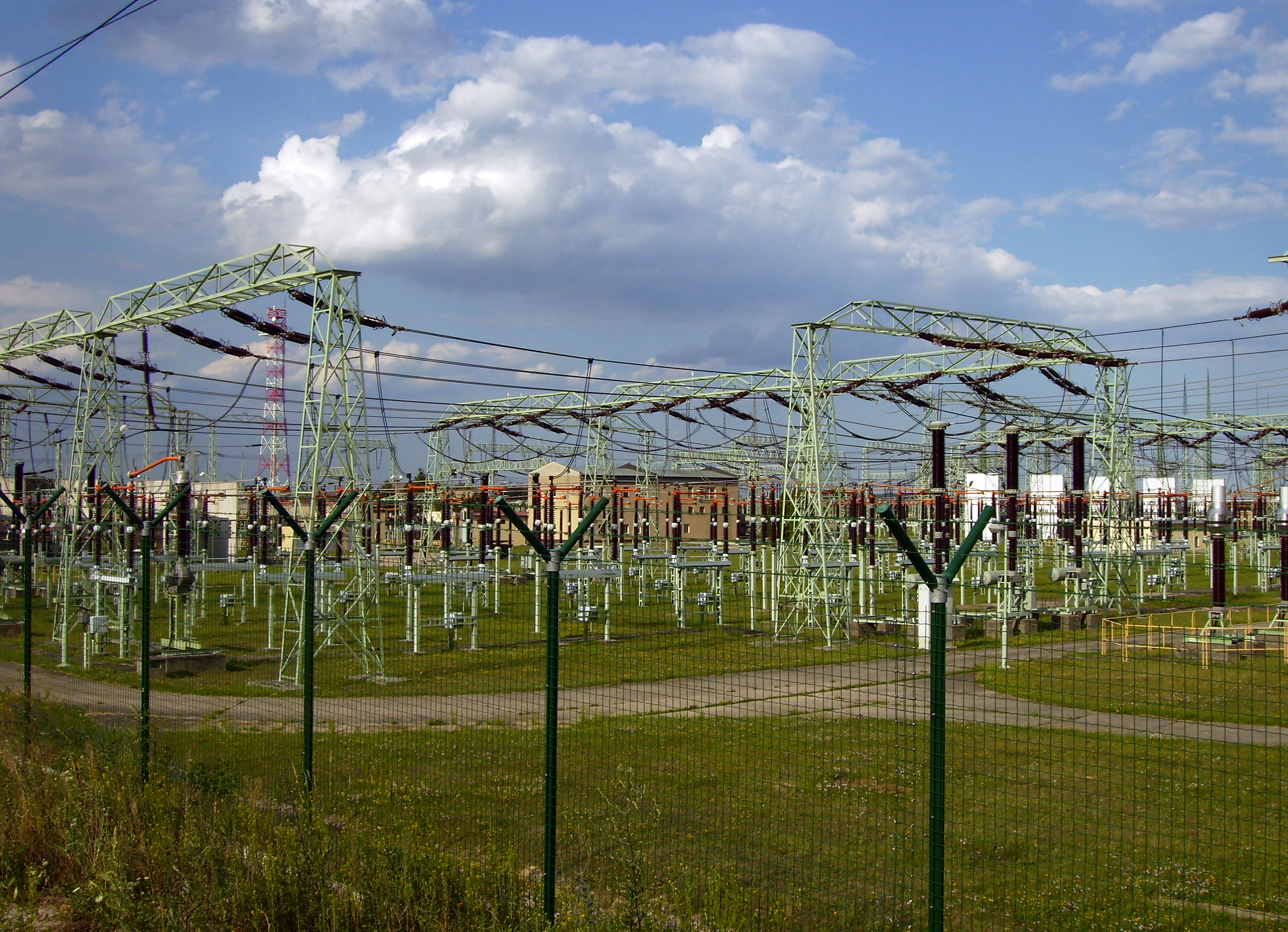
Rozvodna Čechy Střed

Rozvodna Čechy Střed patří k nejvýznamnějším rozvodnám české energetické přenosové soustavy. Je provozována v napěťových hladinách 400, 220 a 110 kV.

## Poloha
Nachází se ve Středočeském kraji, katastrálním území Mochov (co do vzdálenosti je však bližší čelákovické místní části Záluží). Část rozvodny je ve správě společnosti ČEPS, a.s., část ČEZ Distribuce, a.s.

## Základní údaje
Byla vybudována v roce 1960. Její označení je CST. 
V letech 2015-2017 prošla rozvodna rekonstrukcí.

## Napěťové hladiny
Tato rozvodna je v přenosové soustavě připojena do napěťové hladiny 400 kV a 220 kV. Přes napěťovou hladinu 220 kV je pomocí dvojitých vedení zajištěno propojení s rozvodnami Malešice a Bezděčín a jednoduchým vedením s rozvodnami Opočínek a Výškov. Jednoduchými vedeními 400 kV jsou propojeny rozvodny Chodov a Týnec, dvojitými pak rozvodny Výškov a Bezděčín.

## Transformátory
Transformaci 220/110 kV pro distribuční soustavu VVN zajišťují soustava tří jednofázových transformátorů, pro transformaci 400/220 kV dva trojfázové transformátory a jedna soustava tří jednofázových transformátorů.
V roce 2022 byla transformovna doplněna o variabilní  kompenzační tlumivku

## Vedení
Do rozvodny jsou zaústěna následující vedení:

#### Vedení 400 kV – ZVN – zvláště vysoké napětí
- Jednoduché vedení V415 Čechy střed – Chodov
- Dvojité vedení V410/V419 Výškov – Čechy Střed (vzniklo zdvojením vedení V410 v letech 2014-2016)
- Jednoduché vedení V400 Čechy střed – Týnec
- Dvojité vedení V454/V209 Čechy Střed – Bezděčín

#### Vedení 220 kV – VVN – velmi vysoké napětí
- Jednoduché vedení V201 Výškov – Čechy Střed
- Jednoduché vedení V202 Čechy Střed – Opočínek
- Dvojité vedení V205/V206 Malešice – Čechy Střed
- Jednoduché vedení V208 Milín – Čechy Střed
- Dvojité vedení V454/V209 Čechy Střed – Bezděčín

## Železniční vlečka
Okolo rozvodny vede železniční trať Čelákovice–Mochov (v jízdním řádu pro cestující označená číslem 233), ze které je do prostoru rozvodny zavedena železniční vlečka o celkové délce asi jednoho kilometru.
V těsné blízkosti rozvodny je též zřízena železniční zastávka.

## Zavržená paroplynová elektrárna firem RWE Transgas a Atel
Severně od rozvodny (za železniční tratí 233 v oblasti nazývané V Pardusově) plánovaly společnosti RWE Transgas a Atel výstavbu paroplynové elektrárny o výkonu 1000 MW.
Projekt byl po protestech zrušen.

## Fotogalerie

### Rozvodna

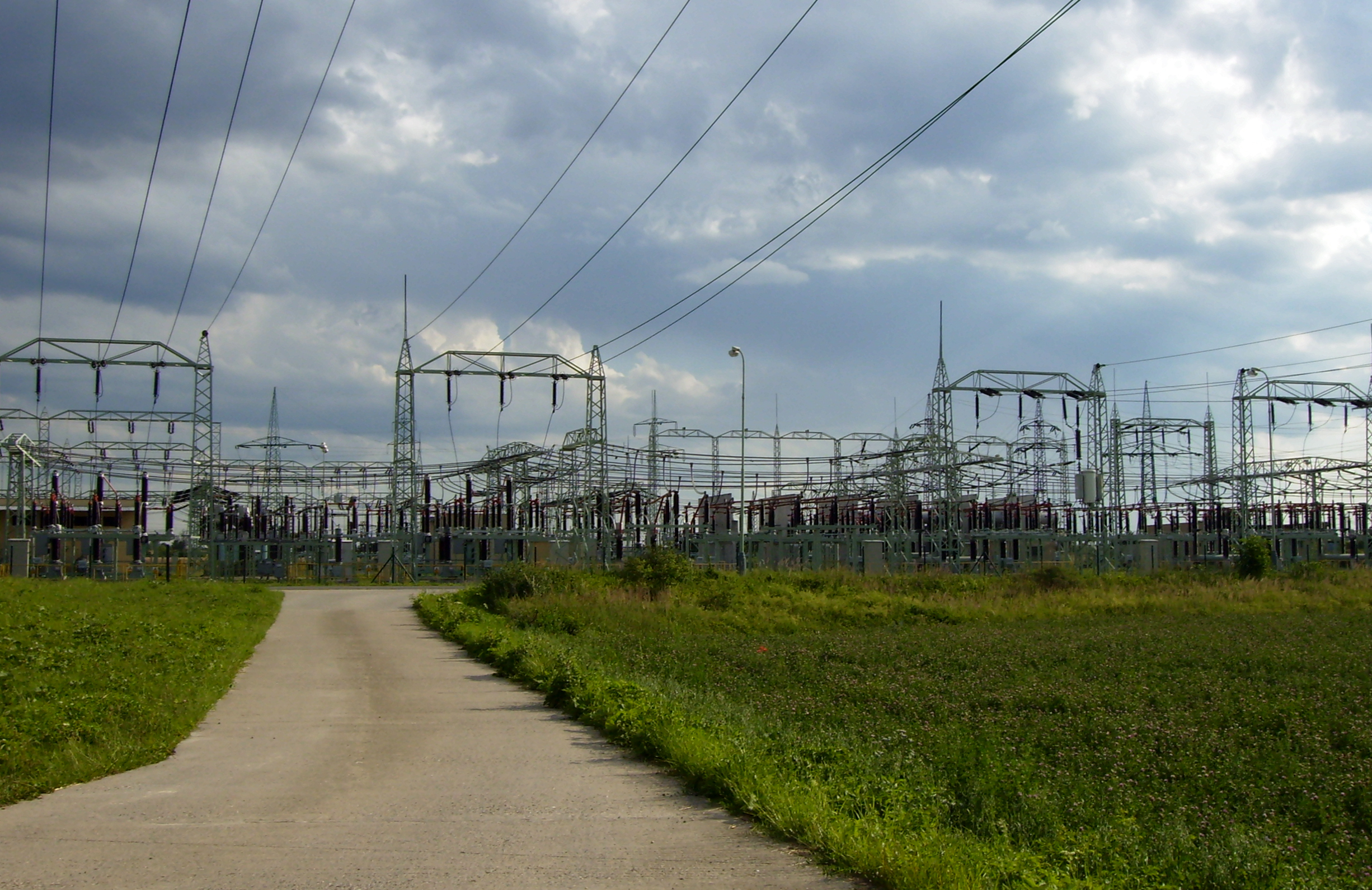
Rozvodna Čechy Střed
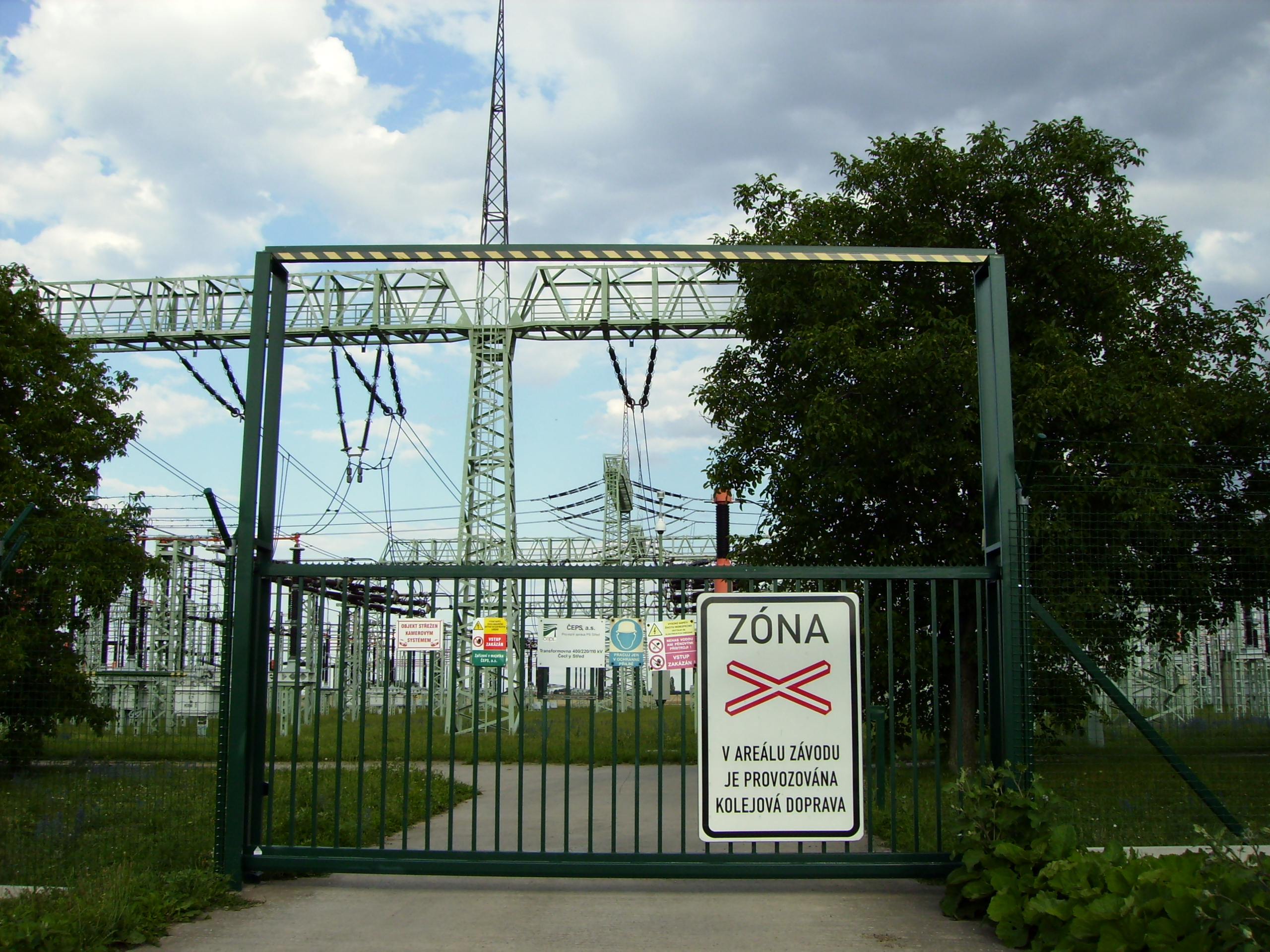
Rozvodna Čechy Střed
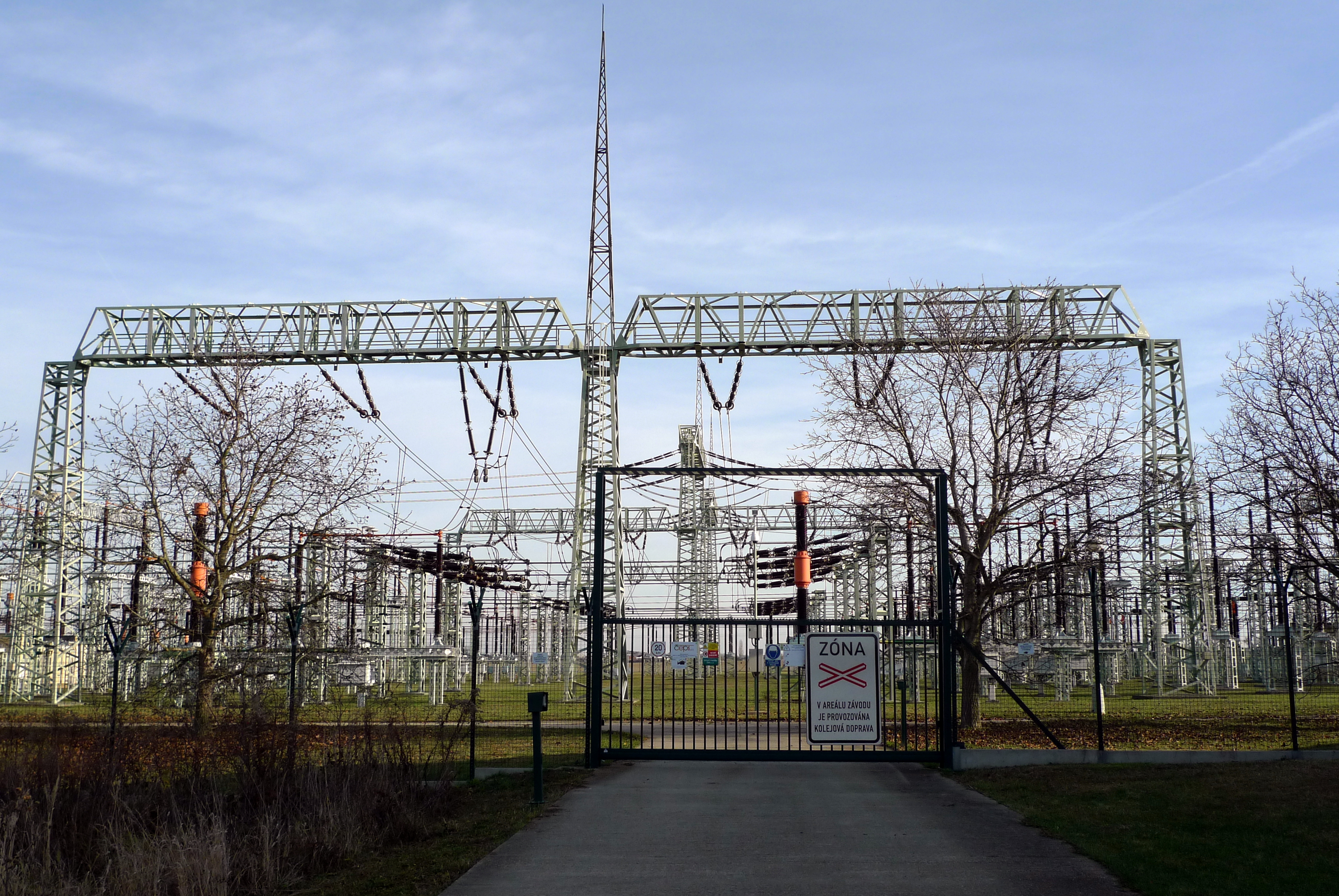
Vjezd do části trafostanice provozované ČEPS
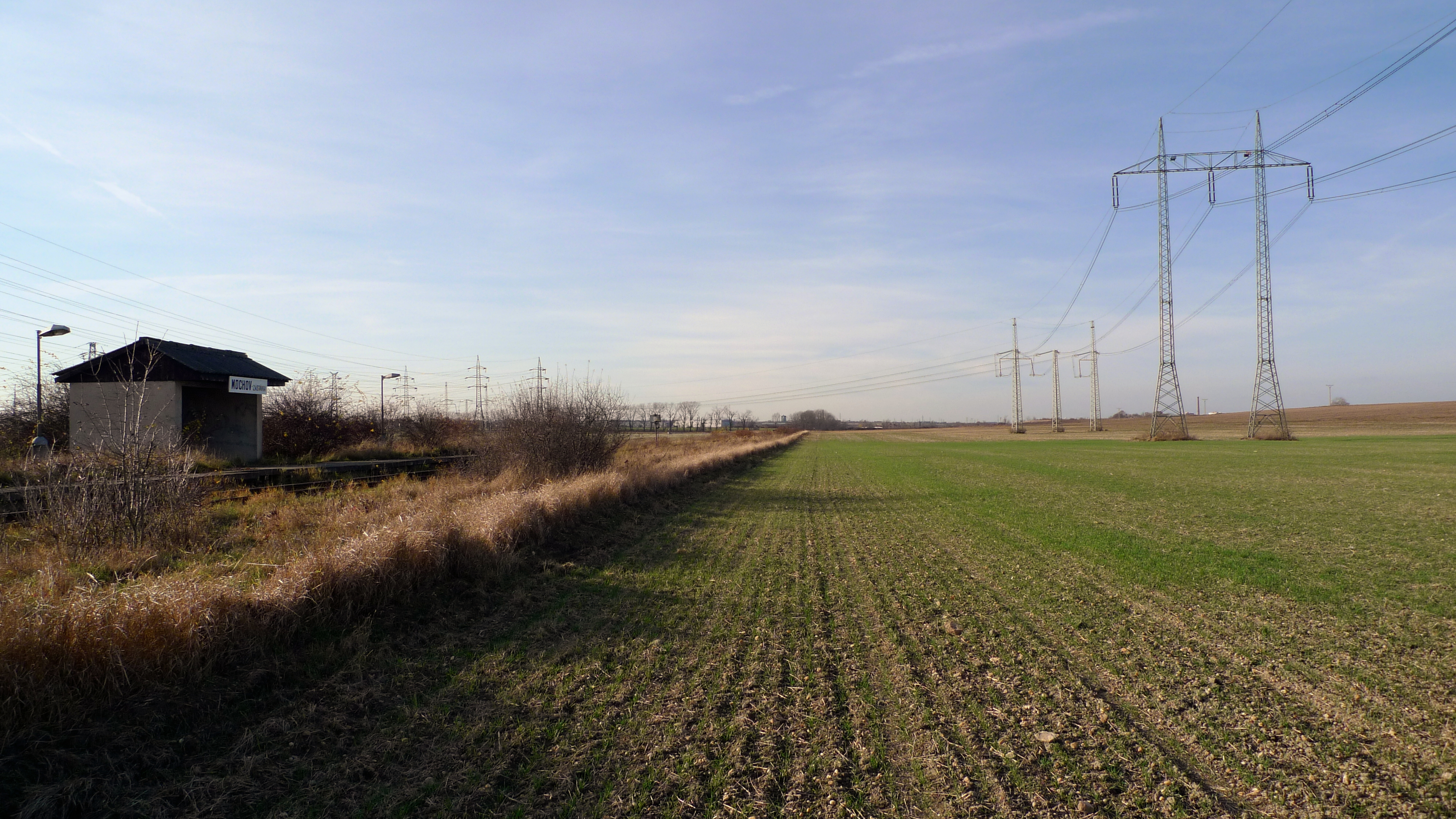
Mochov zastávka (vlevo), vpravo původní vedení V410 (před zdvojením na V410/V419)

### Železniční vlečka

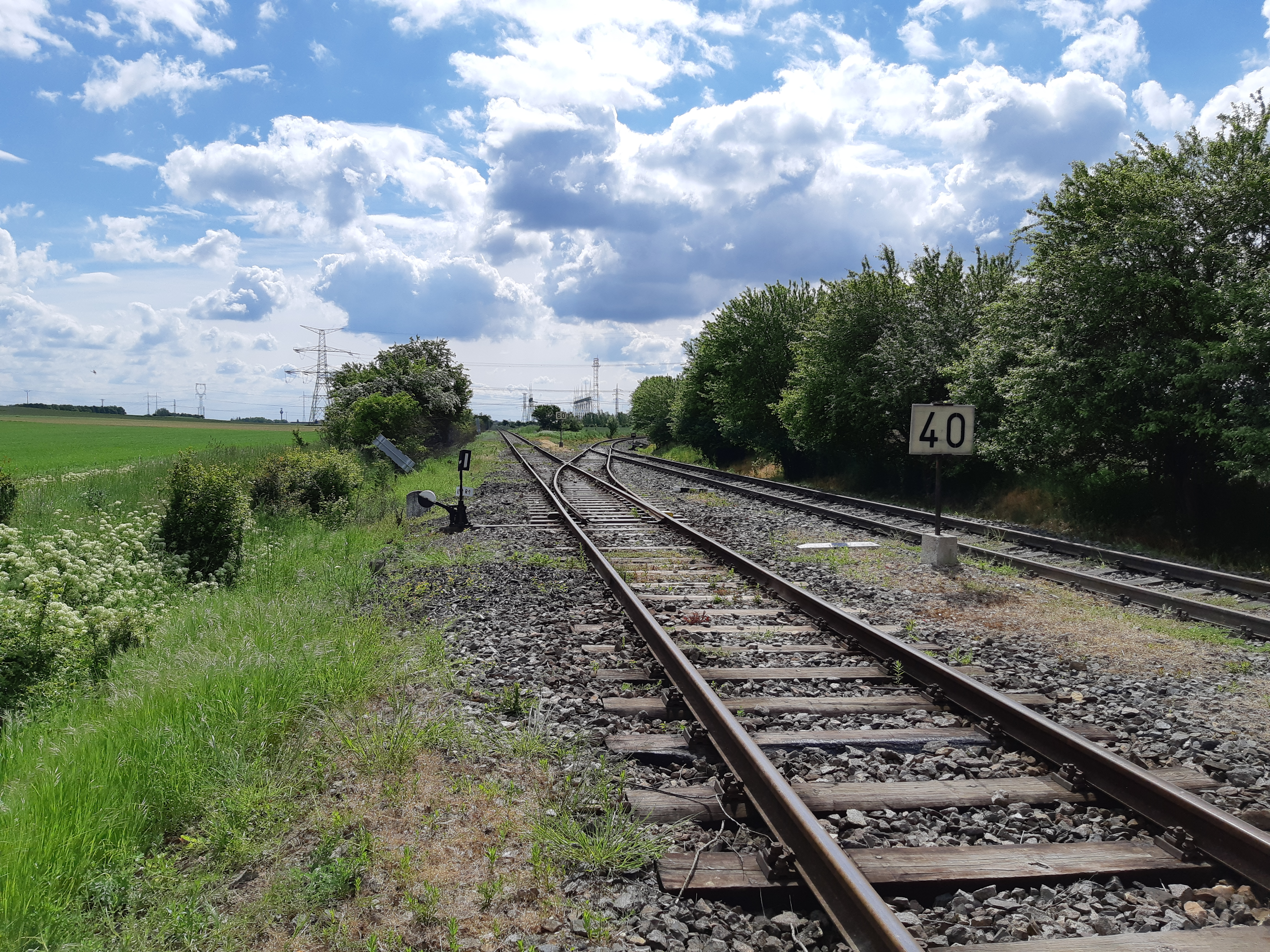
Místo napojení vlečky na železniční síť (pohled směr Mochov)
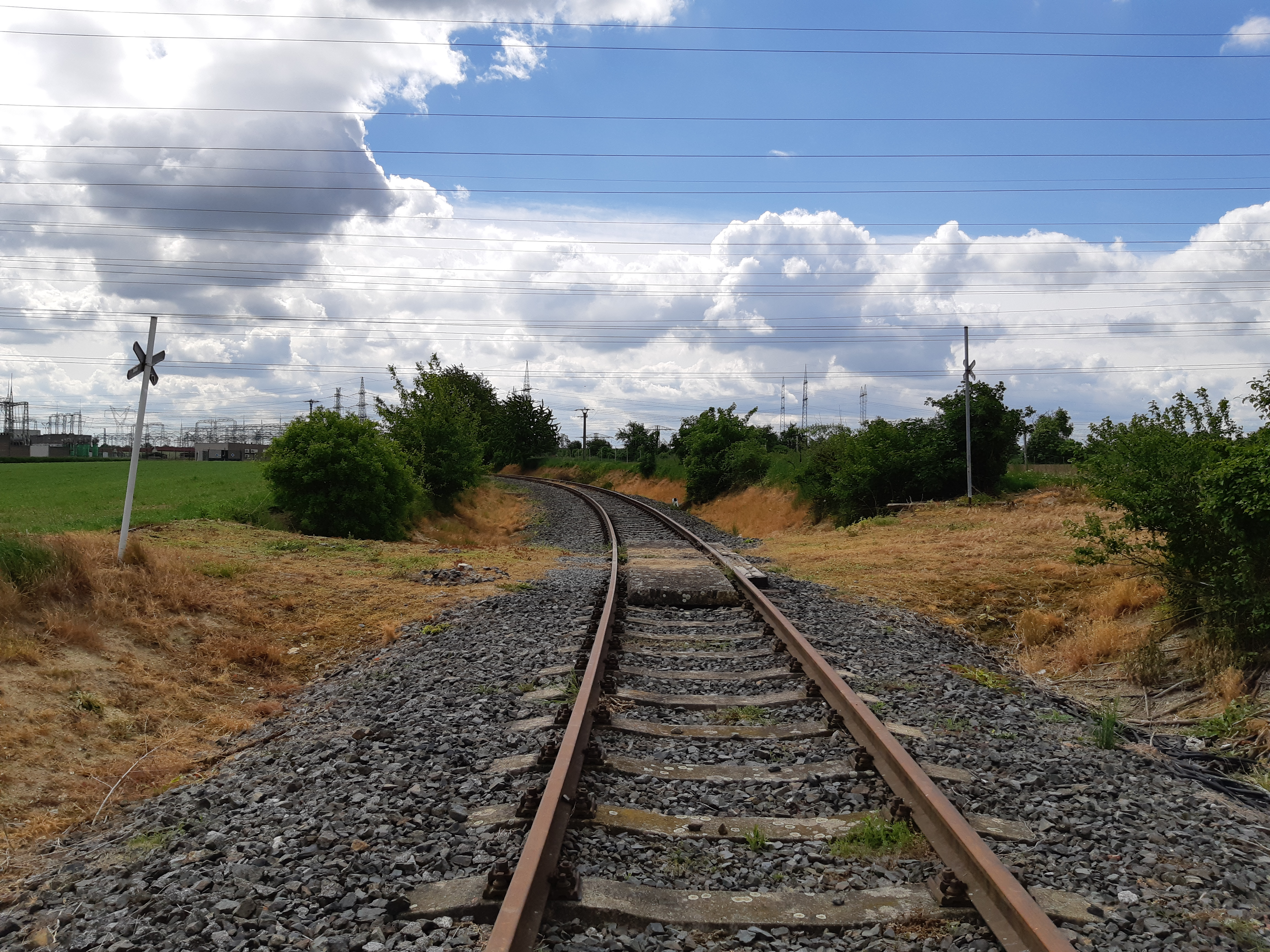
Vlečka, pohled směrem k areálu rozvodny
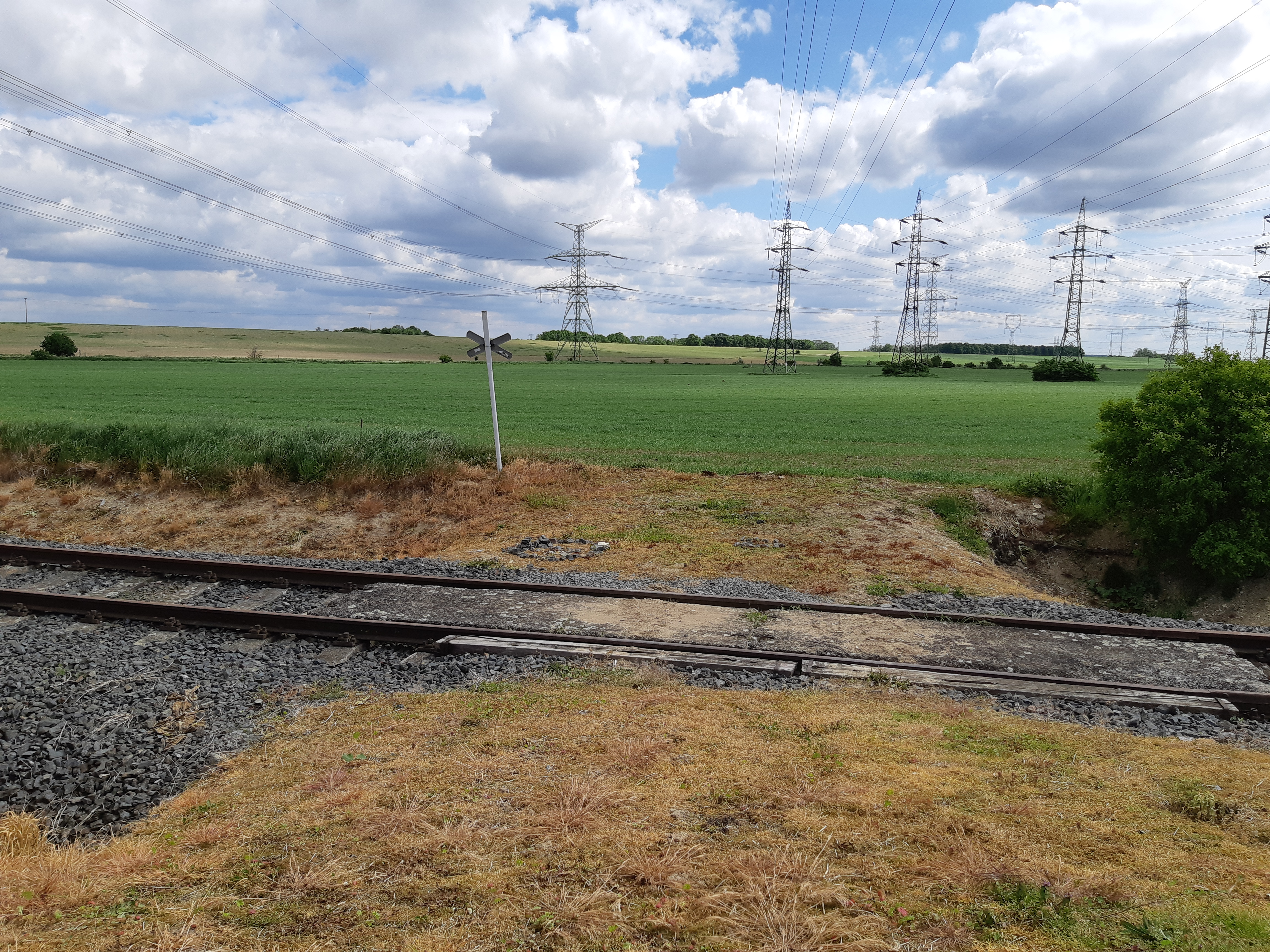
Nechráněný železniční přejezd na vlečce
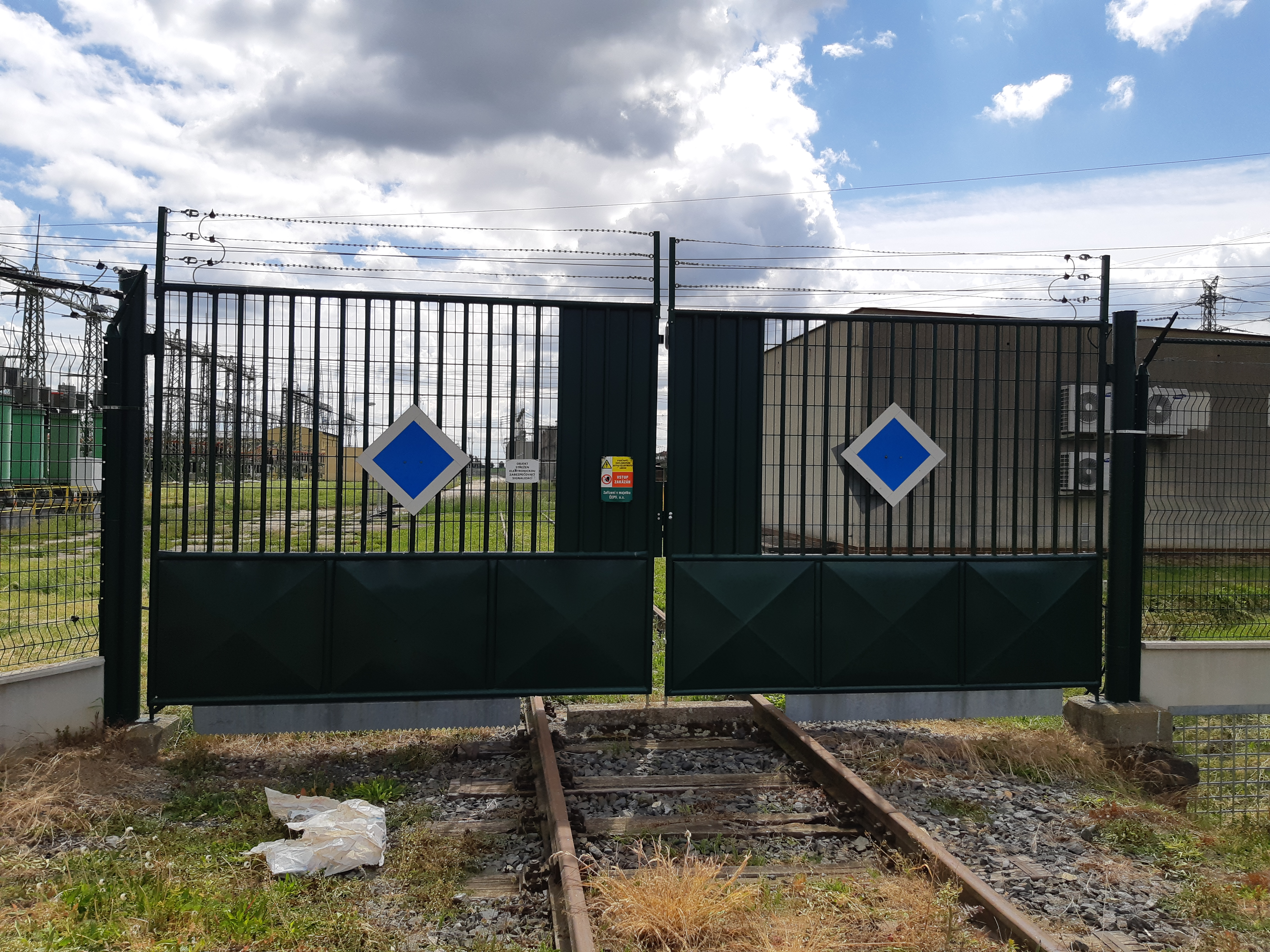
Brána do areálu rozvodny
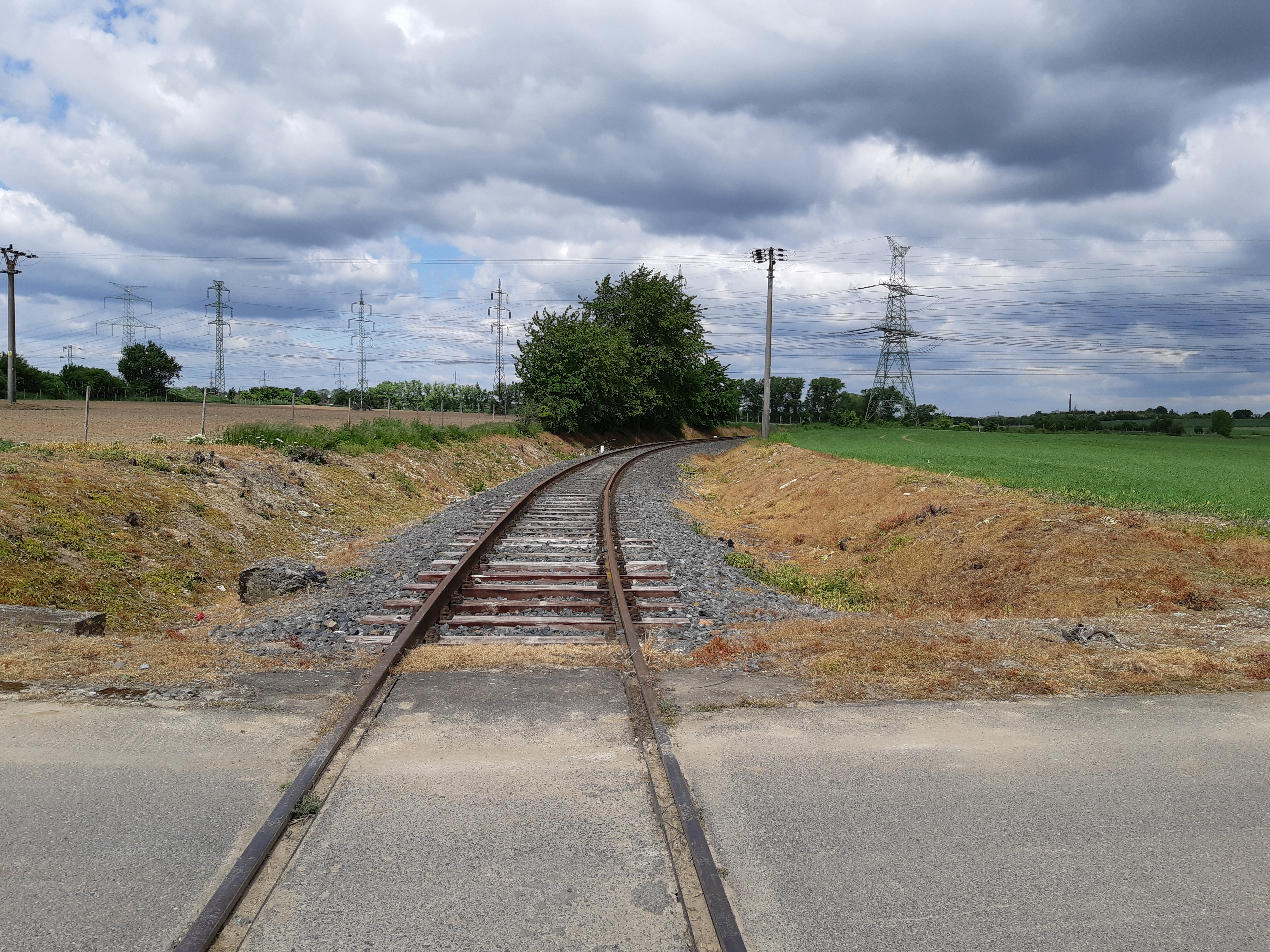
Vlečka, pohled směrem od areálu rozvodny